# Гоноровка (Тульчинский район)
Гоноро́вка (укр. Гонорівка) — село на Украине, находится в Студенянской сельской общине Винницкой области.
Код КОАТУУ — 0523280601. Население по переписи 2001 года составляет 1021 человек. Почтовый индекс — 24736. Телефонный код — 4349.
Занимает площадь 3,518 км².
Достопримечательность села - усадьба пана Кошарского (дворец и парк).

## Религия
В селе действует Иоанно-Богословский храм Песчанского благочиния Могилёв-Подольской епархии Украинской православной церкви.

## Галерея

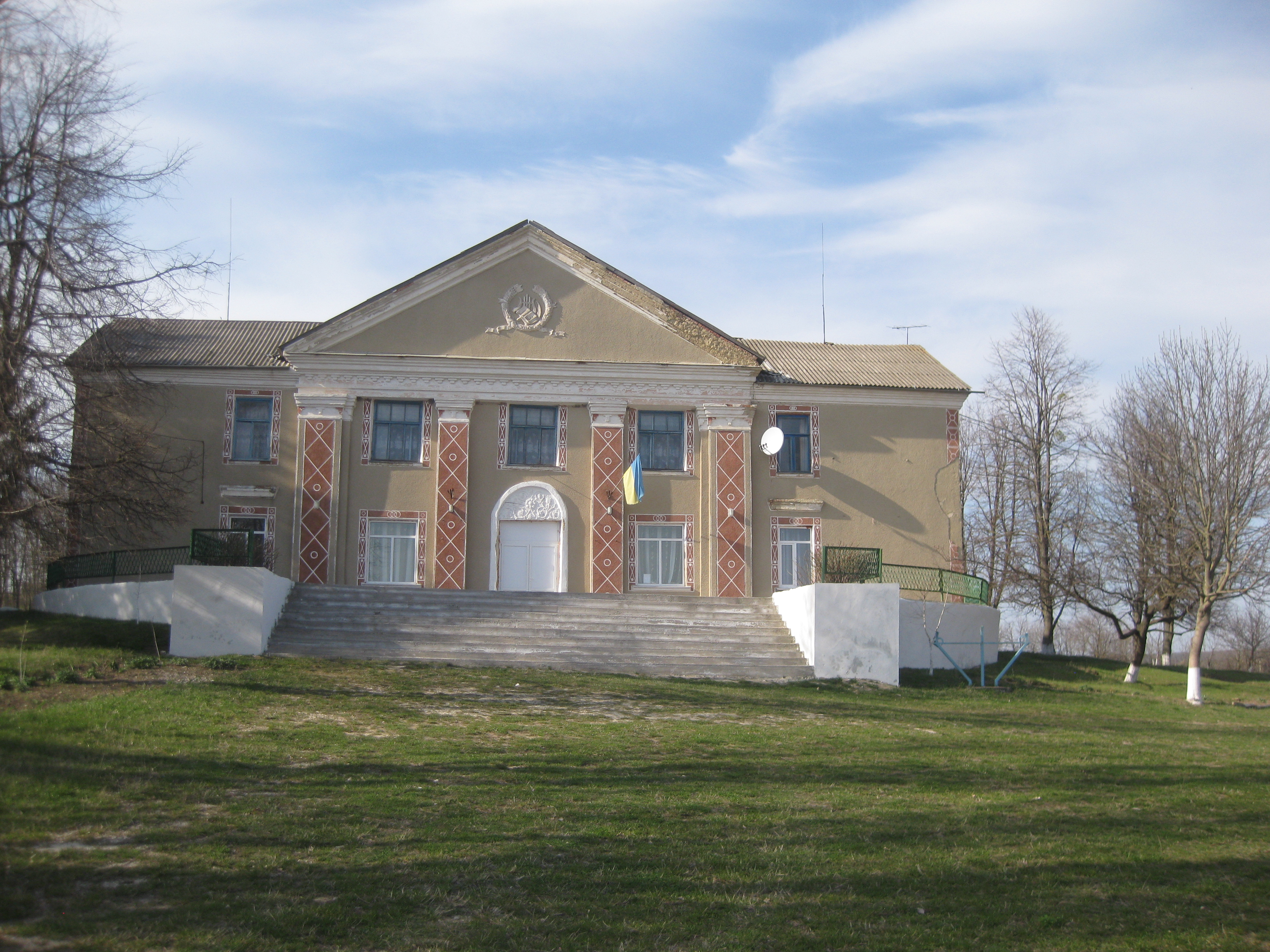
Дом культуры
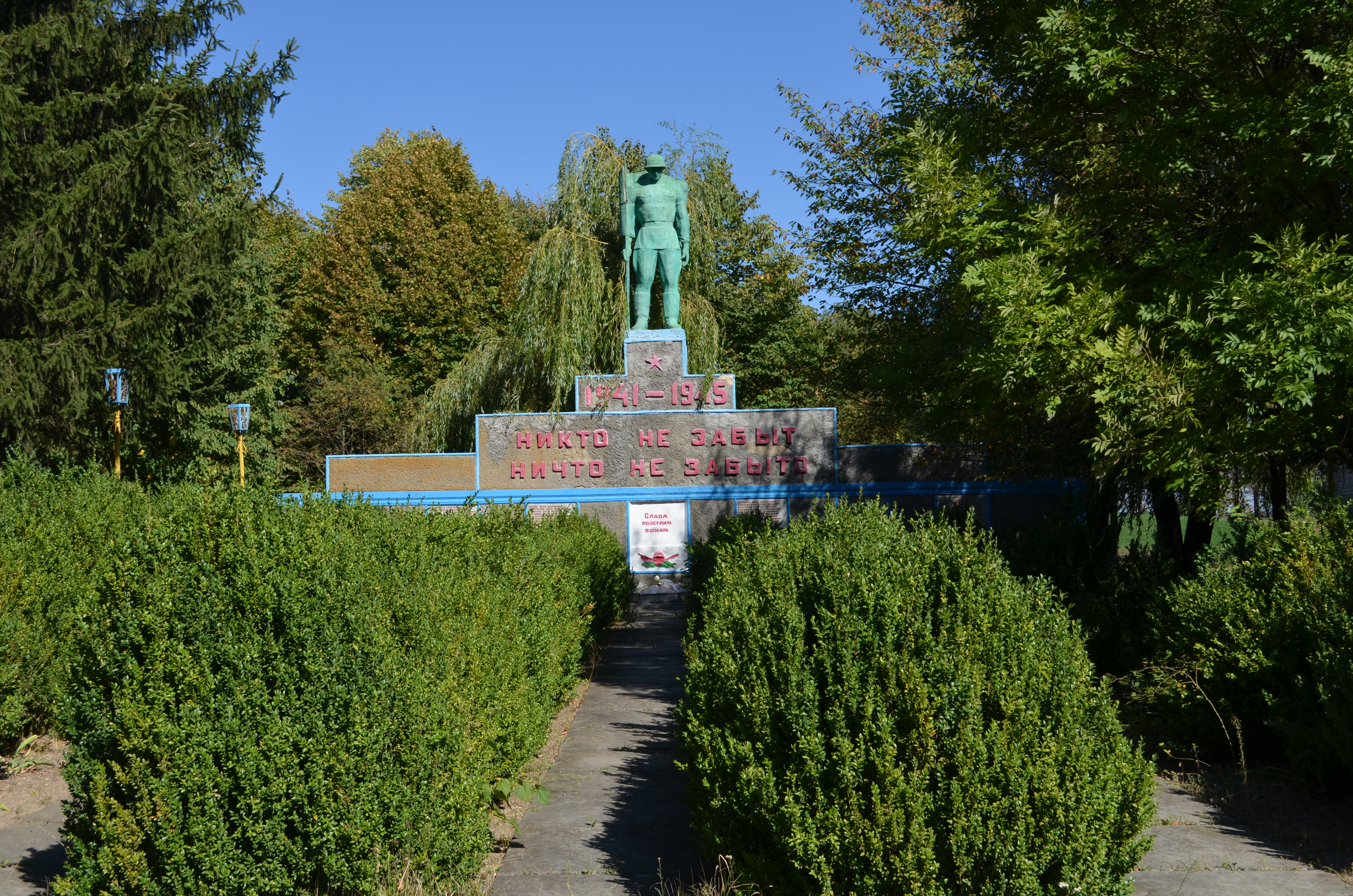
Памятник воинам-односельчанам, погибшим в ВОВ
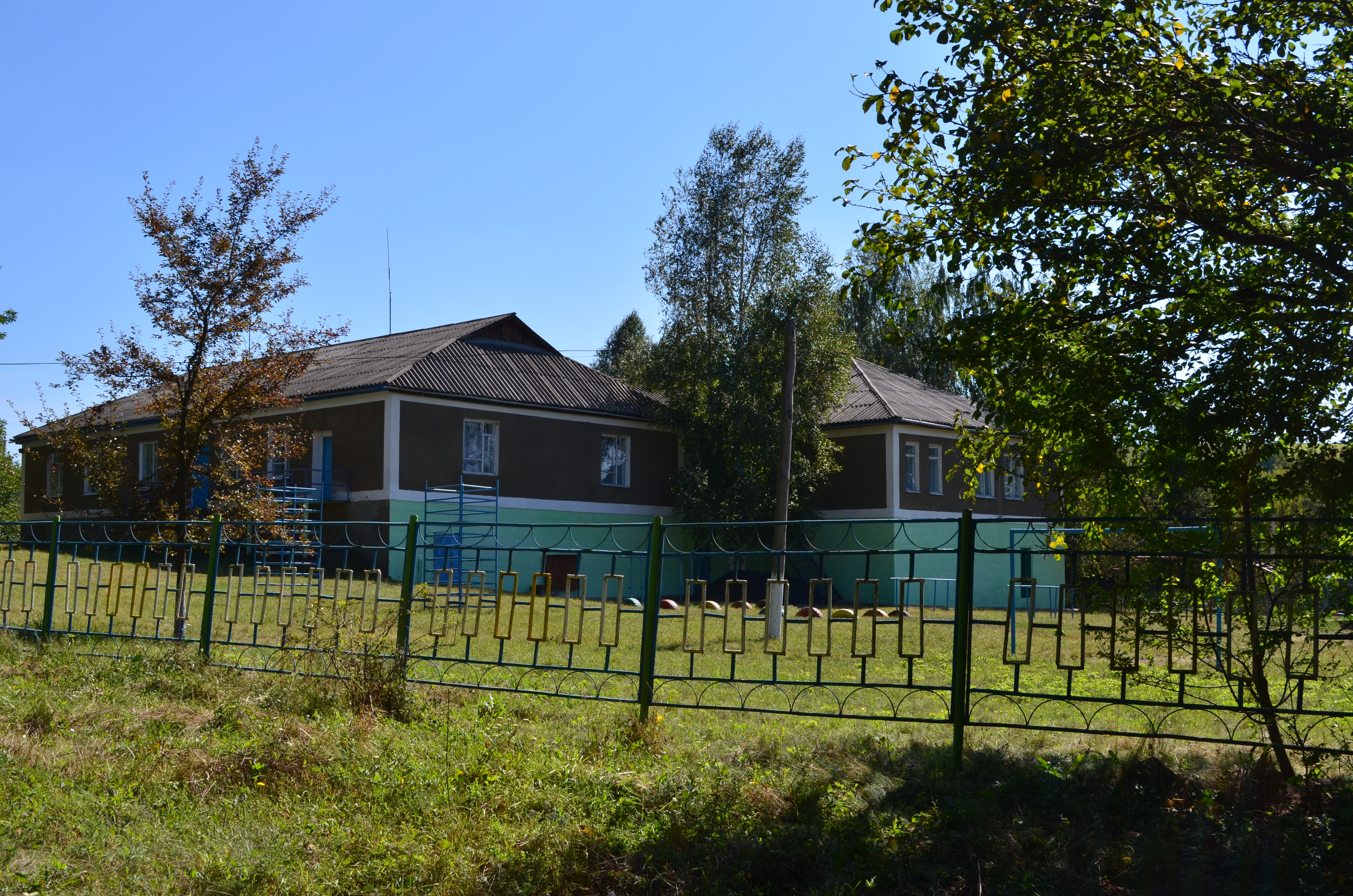
Детский сад
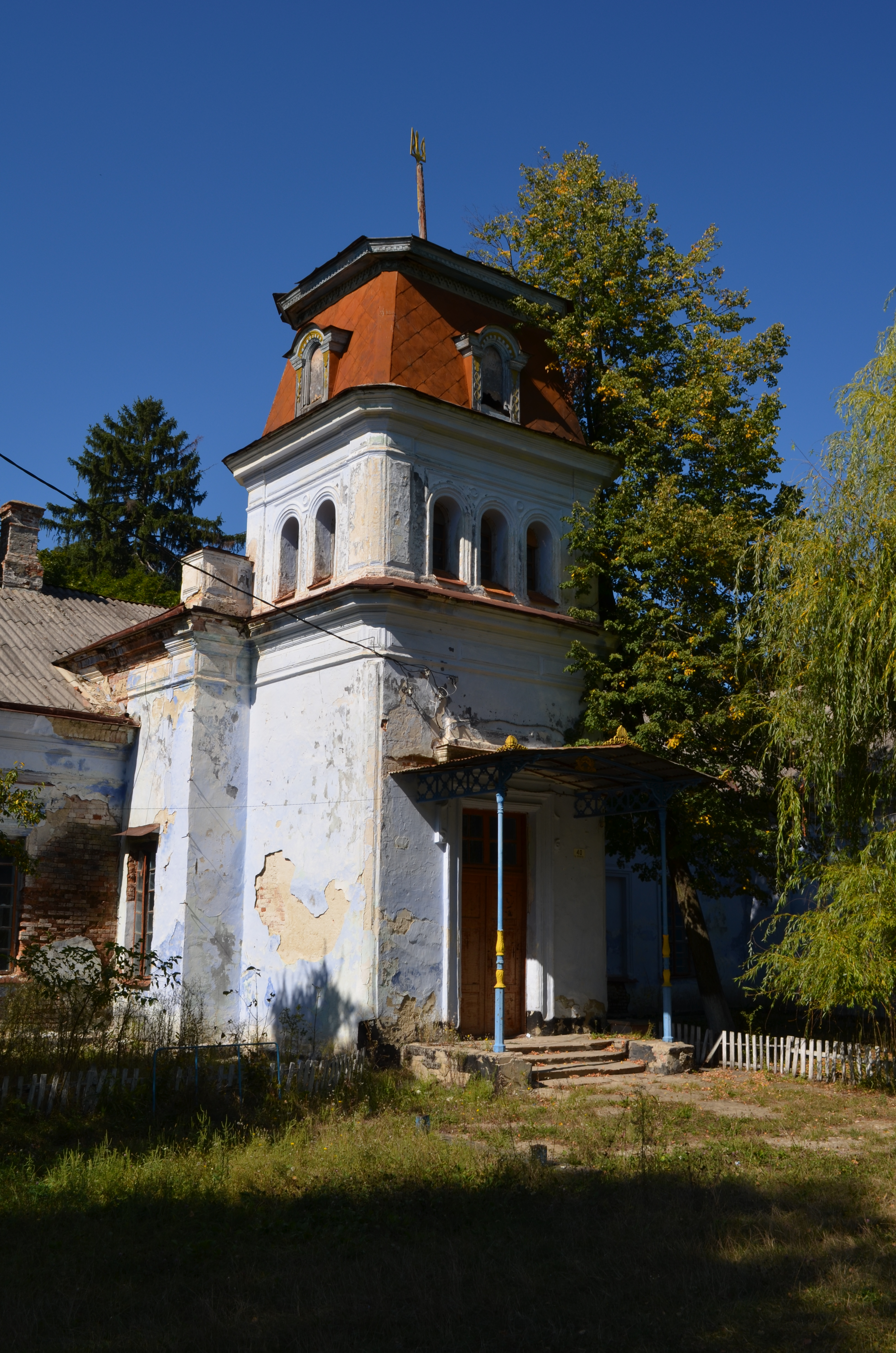
Дворец пана Кошарского